# ワイン用ブドウ品種の一覧
ワイン用ブドウ品種の一覧（ワインようブドウひんしゅのいちらん）では、ワイン用のブドウ品種を以下に示す。とくに記載の無い場合は、ヨーロッパブドウ（ヴィニフェラ種 Vitis Vinifera）である。

## 黒品種

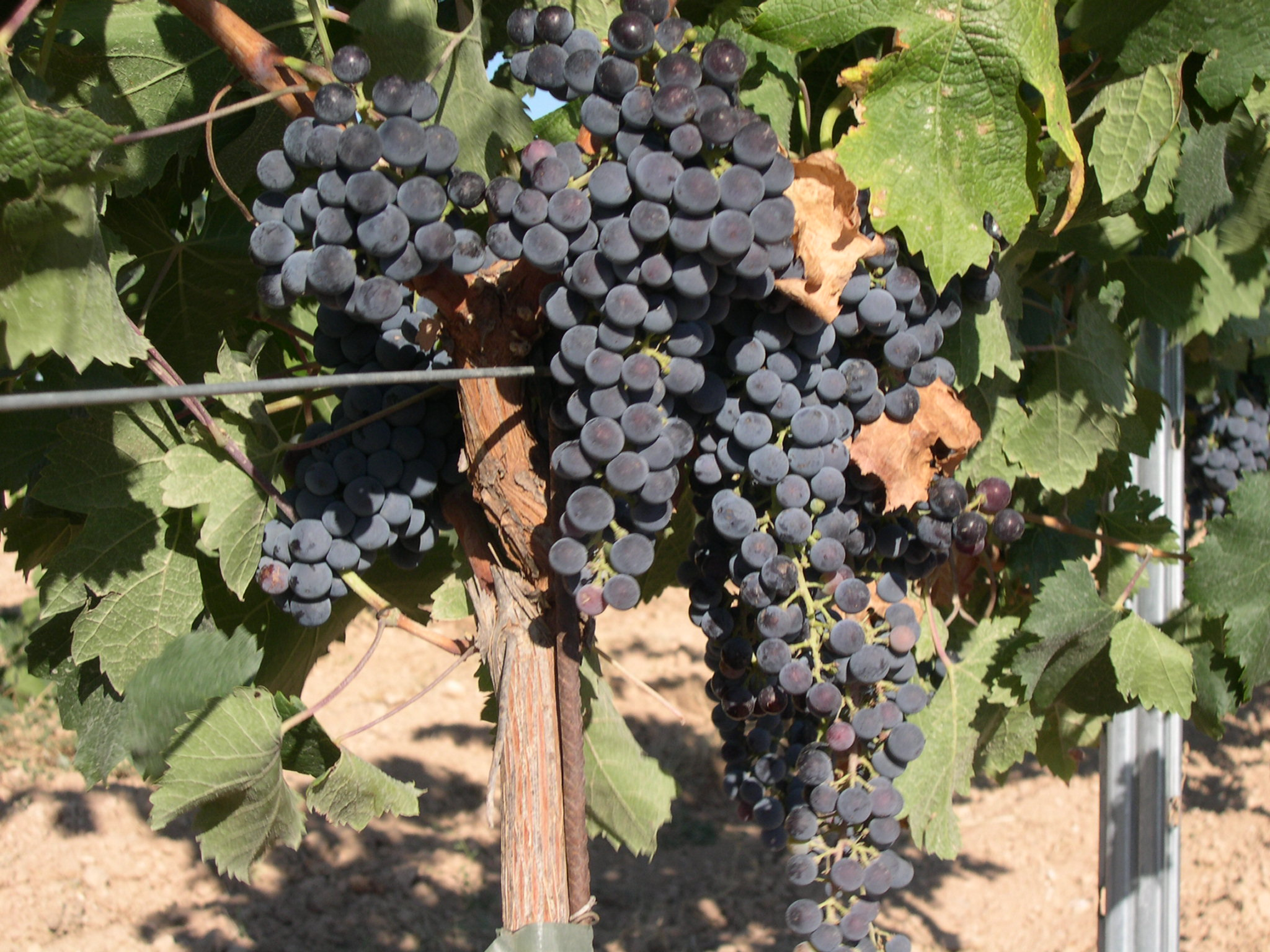
メルロー

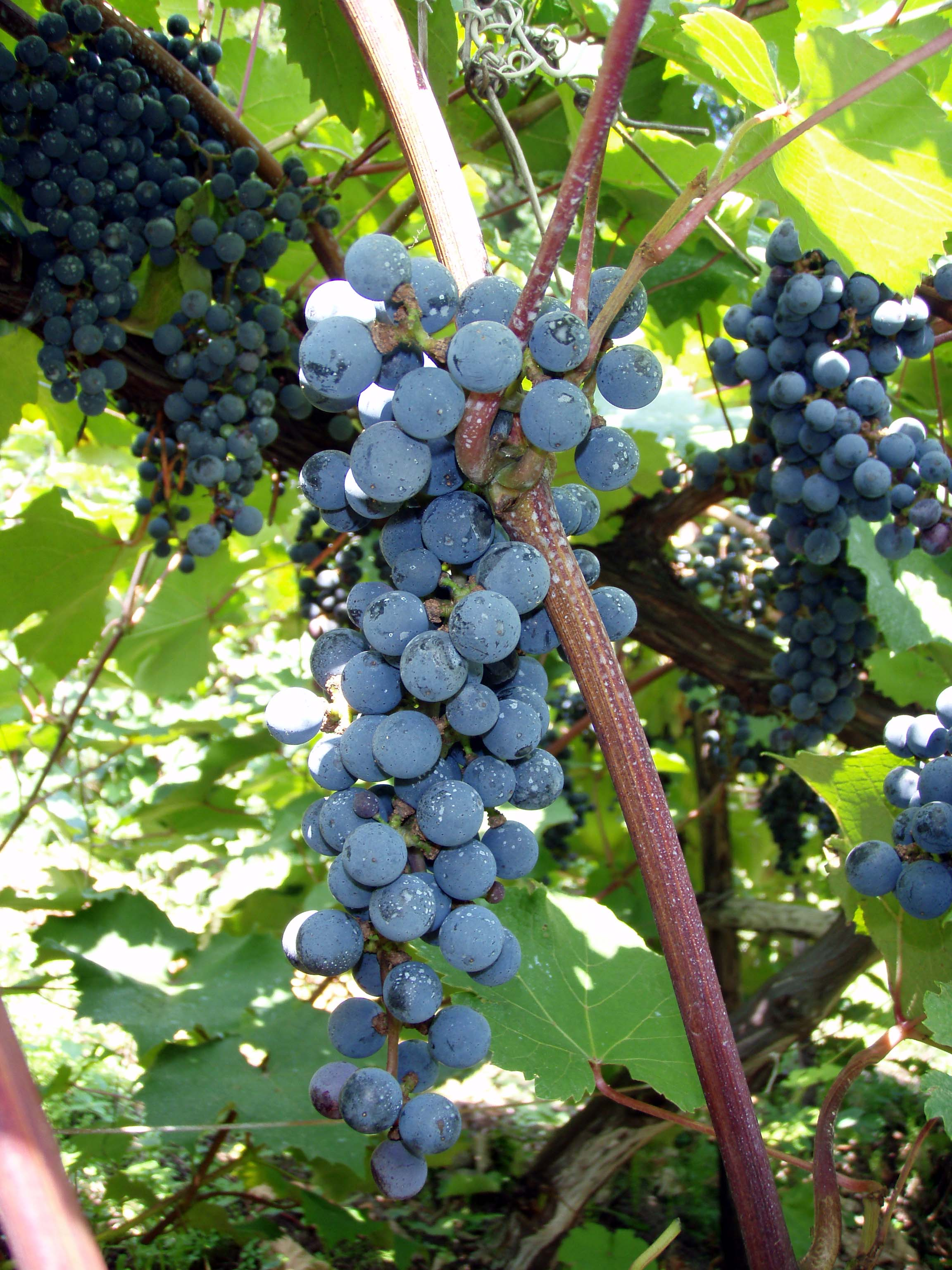
ヤマ・ソービニオン

アギヨルギティコ (Agiorgitiko)
ギリシャのペロポネソス半島で主に栽培される赤ワイン用の品種である。深い紅色を呈すワインを産し、別名「ヘラクレスの血」とも呼ばれる。主な産地にネメア(Nemea)がある。
アリアニコ (Aglianico)
イタリア南部バジリカータ州やカンパーニア州等で栽培される赤ワイン用黒ブドウ品種である。強いタンニンと豊富な酸を持つフルボディのワインが多く、色が深いガーネット色である。
カナイオーロ (Canaiolo)
イタリア中部、特にトスカーナ州で栽培されている赤ワイン用の品種である。カナイオーロ・ビアンコと区別するためカナイオーロ・ネロと呼ばれることもある。現在はキャンティの場合のように、サンジョヴェーゼとのブレンドに補助的に使用されることが多い。
カベルネ・ソーヴィニヨン (Cabernet Sauvignon)
世界的に最も有名な赤ワイン用の代表ワイン用品種の1つである。単に「カベルネ」(Cabernet) とも呼ばれることが多い。フランスではメドック地区に代表されるようにボルドーの最も重要な品種の一つであり、世界各地でも栽培されているが、比較的温暖な気候を好む。ソーヴィニヨン・ブランとカベルネ・フランの自然交配によって誕生したといわれている。
果皮のタンニン分が多く、強い渋味のある濃厚なワインとなる。雑味が多く、比較的長期の熟成を必要とする。強過ぎる渋味を緩和すべく、メルロー等の他の品種との混醸や混和も少なくない。歴史的には「ヴィドゥーレ」「ヴェデーレ」（「硬い」の意）とも呼ばれた。ソーヴィニヨン・ブラン同様メトキシピラジン(Methoxypyrazine)に由来するアロマがある。
カベルネ・フラン (Cabernet Franc)

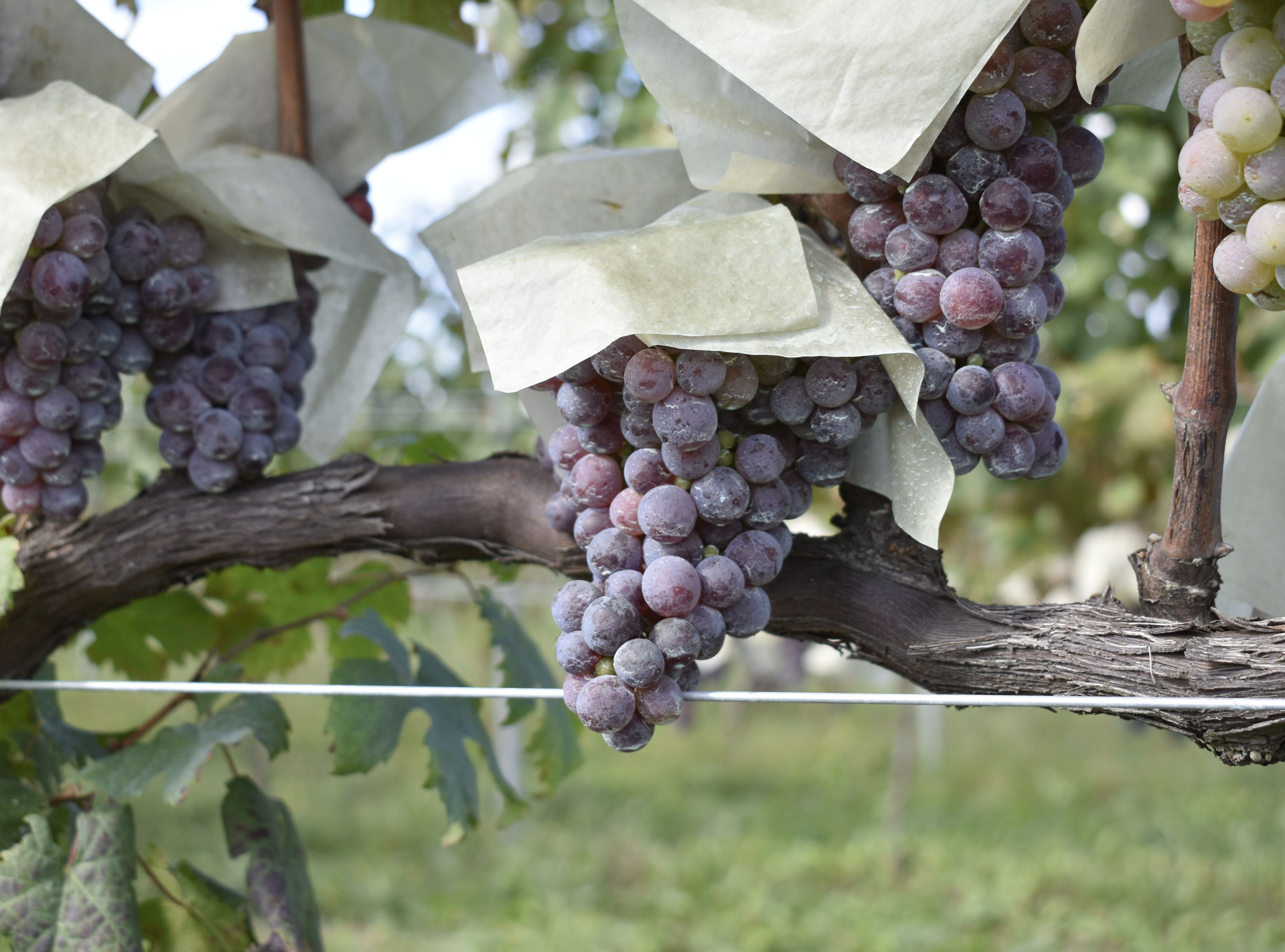
カベルネ・フラン

赤ワイン用の品種で、同じく「カベルネ」の名を冠するカベルネ・ソーヴィニヨンよりも、出来上がったワインは柔らかな渋みを持ち、やや素朴な感がある。ボルドーワインにしばしば配合され、カベルネ・ソーヴィニヨンと比較してより冷涼な気候でも栽培される。フランスではボルドー・サンテミリオン地区やロワール地方によく見られる。
ガメ (Gamay)
主にフランスのボジョレー(Beaujolais) で栽培される赤ワイン用の品種である。正しくは「ガメ・ノワール・ア・ジュ・ブラン」(Gamay Noir à Jus Blanc; 白い果汁を持った黒い果皮のガメ)であるとされ、赤い果肉の別種「ガメ・タンテュリエ」(Gamay Teinturiers) と区別されるという。遅霜に遭っても「予備の」芽が芽吹いて回復が早い特長がある。この品種からはライトボディで若いうちに飲まれるワインが作られる。
カリニャン(Carignan)
南フランスのラングドック等の地域でよく栽培される黒葡萄の品種である。日照時間が長く乾燥した土地に適する。ワインは通常フルボディでプレミアムワインも生産されるが、カベルネ・ソーヴィニヨンやシラーズのような他の品種と比べてアロマやフレーバーに品種の個性がそれほど無い。
カルメネール (Carménère)
元々フランス・ボルドー産の赤ワイン用の品種であったが、結実が悪かったため現在この地域では見かけない。代りにチリでは良く育ち、この国を代表する品種になった。
クシノマヴロ(Xinomavro)
ギリシャのマケドニア地方で主に栽培される赤ワイン用の品種である。ピノ・ノワールの類縁種とも言われ、酸の美しい濃紅色でリッチな長熟型のワインを産する。ギリシャでは最良のワイン用品種の一つ。おもな産地としてナウサ(Naoussa)、グーメニサ(goumenissa)、アミィンテオ(Amyntaio)などがある。
グルナッシュ (Grenache) または ガルナチャ (Garnacha)
メルローに続き作付面積世界第二位の黒葡萄である。単独で使われることは少なく、主として南フランスの「シャトーヌフ・デュ・パープ」(Châteauneuf-du-Pape)に代表されるローヌ渓谷やスペインのリオハ(Rioja)で、より色の濃い他の品種と配合される。フランスでは「グルナッシュ・ノワール」(Grenache Noir)、スペインでは「ガルナチャ・ティンタ」(Garnacha Tinta) のそれぞれ別名がある。日照時間が長く乾燥した土地でよく育つ。ワインはタンニンが軟らかく独特の土っぽいフレーバーがあり熟成が早い。オーストラリアではシラーズとブレンドされることが多い。イタリアのサルデーニャ島ではカンノナウ (Cannonau)と呼ばれ、他地域と異なりタンニンの強い赤ワインを生み出す。「カンノナウ・ディ・サルデーニャ」(Cannonau di Sardegna)はカンノナウ90%以上で作られるDOCワインである。
グレコ・ネロ (Greco nero)
主にイタリア南部で栽培されている赤ワイン用の黒ブドウ品種である。カラブリア州でよく見かける品種であり、ガリオッポとのブレンドに用いられることが多い。白ブドウ品種のグレコよりも栽培面積は広い。
サンジョヴェーゼ (Sangiovese)
イタリアで最も栽培面積の多い赤ワイン用の品種である。果皮の色の違いを含め数多くの亜種を持つ。中央イタリアのトスカーナ州が主産地で、イタリアで最も有名な一つである「キャンティ(Chianti)をはじめ、「ブルネッロ・ディ・モンタルチーノ」(Brunello di Montalcino) や「ヴィーノ・ノービレ・ディ・モンテプルチアーノ」(Vino Nobile di Montepulciano) 、「モレッリーノ・ディ・スカンサーノ」(Morellino di Scansano)などが生産される。コルシカ島では、「ニエルッキオ」(Nielluccio)として知られる。
シラー(Syrah)
「シラーズ」(Shiraz)とも呼ばれる赤ワイン用の代表的な品種の1つである。シラーズはイランの都市名であるが、フランス・ローヌ地方が起源とされる。ローヌ地方の代表的な品種である他、オーストラリアでは最も重要な品種である。南アフリカ、チリなどでも栽培されている。ワインはフルボディで香味が強く、カベルネ・ソーヴィニヨンに比べタンニンが「新鮮」なのが特徴である。他の品種との混醸や混和も見られる。栽培される気候や風土によって味が異なる。ローヌ渓谷北部のコート・ロティやエルミタージュ、オーストラリア産が有名。果実は熟するとしなびやすい。
ジンファンデル (Zinfandel)
黒葡萄で、主としてカリフォルニア州で栽培される。DNA鑑定でクロアチアの品種Crljenakと同一と判明した。イタリアのプリミティーヴォ(Primitivo)種とも同一である。この種から造られる有名なものに、白ワインの製法を用いた「ホワイト・ジンファンデル」(White Zinfandel)と呼ばれるピンク色のワインがある。雨に弱いので秋に雨がほとんど降らない土地に栽培は限られる。実が一様に熟しにくい。
タナもしくはタナット(Tannat)
フランス南西地方で主に栽培される葡萄品種である。フランスの他にはウルグアイで重要な品種である。タンニンに富む。
ツヴァイゲルト(Zweigelt)
オーストリアで生み出された黒葡萄品種で、ブラウフレンキッシュ(Blaufränkisch)とサン・ローラン(St. Laurent)の交配種である。1922年にツヴァイゲルト博士により開発された。耐寒性に優れ、比較的新しいながらオーストリアにおける最も普遍的な品種になっている。日本でも、北海道や東北などの寒冷なワイン産地で栽培されている。「ツヴァイゲルトレーベ」(Zweigeltrebe)とも言う。
テンプラニーリョ(Tempranillo)
スペイン原産の黒葡萄品種で、特にリオハが知られている。早熟という意味だが、熟成により味わいが深まる。
ネグロアマーロ (Negroamaro)
主にイタリアのプーリア州で栽培されている品種である。
ネッビオーロ(Nebbiolo)
主にイタリアで栽培される葡萄品種であり、ピエモンテ州の最高級ワインである「バローロ」や「バルバレスコ」の原料となる。
ネロ・ダヴォラ (Nero D'Avola)
イタリアで栽培される黒葡萄で、シチリア島を代表する黒葡萄品種である。非常に色が濃く力強いワインとなる。長らく安価なブレンドワインの原料としてイタリア各地やフランスなどで使用されていたが、近年この品種を中心とした良質なワインが生み出されるようになっている。
バルベーラ (Barbera)
イタリアで栽培される黒葡萄で、北西のピエモンテ州を主産地とする。多産なために比較的安価なワインへの使用が多いが、近年再評価されつつある品種である。タンニンが少なく、酸味の強い赤ワインとなる。イタリアの他では、カリフォルニアでの栽培が知られる。
ビジュノワール (BijouNoir)
山梨27号（甲州三尺×メルロ）とマルベックの交配から生み出された赤ワイン用の醸造専用品種である。タンニンが多く酒色が濃く味にコクがある。
- 命名登録登録番号：ブドウ農林23号（2006年10月4日）、品種登録登録番号：第16781号（2008年3月18日）

ピノタージュ (Pinotage)
ピノ・ノワールとエルミタージュ（サンソー）の交配から生み出された南アフリカの品種で、絵の具の様な香りを持った赤ワインを造る。
ピノ・ノワール (Pinot Noir)
フランスのブルゴーニュ地方を原産とする世界的な品種で、紫色を帯びた青色の果皮を持つ。冷涼な気候を好み、特に温暖な気候では色やフレーバーが安定しないので栽培は難しい。イタリアでは「ピノ・ネロ」(Pinot Nero)、ドイツでは「シュペートブルグンダー」(Spätburgunder)の名がある。遺伝子的に不安定で変異種が少なくない。この中には、緑みを帯びた黄色の果皮を持つピノ・ブラン(Pinot Blanc)や褐色のピノ・グリ(Pinot Gris)などがあり、時には同じ樹に異なった色の果実がなるともいわれている。フランス以外では最近ニュージーランドでの栽培が盛んで、寒冷地を中心に栽培される。ワインはライトボディで、弱めの渋味、繊細なアロマとフレーバーが特徴である。シャンパンにも欠かせない品種である。
種の分類はその葉の形による類似性で従来わけ、関連づけられてきたが、昨今の遺伝子研究の発展により、シャルドネの親にあたる事が証明された。
ピノ・ムニエ (Pinot Meunier)
シャンパーニュ(Champagne)で用いられる黒葡萄品種の一つで、ピノ・ノワールの変異種とされる。ドイツにおいては「シュヴァルツリースリング」(Schwarzriesling)の名がある。
プティ・ヴェルド(Petit Verdot)
フランス・ボルドーの黒葡萄の品種の1つ。実の熟するのが他の品種より遅い。色が良く、酸味とタンニンに富む。ボルドーではブレンドに少量使われるが、オーストラリアではこの品種だけでワインが作られることがよくある。
ブラック・クィーン(Black Queen)
日本で栽培されている赤ワイン用品種であり、川上善兵衛がベーリー(Bailey)とゴールデン・クィーン(Golden Queen)の交配により作ったいわゆる「川上品種」の一つ。濃い紫色の、酸味の強いワインを産する。
マスカット・ベーリーA(Muscat Bailey A)
日本で栽培されている醸造・生食兼用の品種であり、日本における赤ワイン生産において主要な地位を占める。アメリカ系であるベーリー(Bailey)と欧州系であるマスカット・ハンブルク(Muscat Hamburg)の交配によって生まれた欧米雑種であり、川上善兵衛が日本の風土に適したワイン用品種を作るために品種改良を行った、いわゆる「川上品種」の一つ。鮮やかな赤色を呈し、比較的渋味の少ないみずみずしいワインを産する。
マスカット・ベリーA(Muscat Berry A)と誤記される例も少なくない。2001年時点の日本でのブドウ品種別面積では5位である。
マルベック(Malbec)
フランスのミディ＝ピレネー地域圏ロット県カオール周辺で栽培されている赤ブドウ。「コ」(Cot)とも呼ばれる。「カオールの黒」と呼ばれるほど濃色でタンニンの強い、ブルーベリーやヴァイオレットのような香りのするワインを生む。近年アルゼンチンでも多く栽培されている。収量は少なく、結実が悪いため安定しない。
ムールヴェードル(Mourvèdre)
フランス南部のほかにスペインやオーストラリアで栽培される黒葡萄品種である。スペインではモナストレル(Monastrell)、豪州ではマタロ(Mataro)と呼ばれる。暑く乾燥した土地で良く育ち、芽吹きが遅いうえ遅霜に強い。若いワインは渋みが強いので他の品種とブレンドされることが多い。豪州ではグルナッシュ、シラーズとブレンドされ、各品種の頭文字を取ってよくGSMと称される。ただし長期熟成が可能で、この品種のみから作られた高級ワインも存在する。
メルロー (Merlot)

赤ワイン用の品種の中では最大の作地面積をもつ。とくにフランスのボルドーや、それを真似た「ボルドー・ブレンド」において非常に重要であり、カベルネ・ソーヴィニヨンとブレンドされることもある。カベルネ・ソーヴィニヨンに比し爽やかで、軽口である。また、ボルドーのサンテミリオン(Saint-Emilion)やポムロール(Pomerol)といった地区では、カベルネ・ソーヴィニヨンよりも多く配合され、とくにポムロール地区の「シャトー・ペトリュス」は、しばしばこの品種単独で造られる。日本でも長野県の塩尻市桔梗ヶ原地区などで栽培されている。土壌の塩分に弱い。
モンテプルチャーノ (Montepulciano)
イタリア中部および南部で栽培されている黒ブドウ品種である。イタリアの土着品種としてはサンジョヴェーゼに次ぐ栽培地域の広範さを誇り、モンテプルチャーノと他品種をブレンドしたD.O.C./D.O.C.G.認定ワインも多い。モンテプルチャーノ・ダブルッツォ DOCが有名。トスカーナ州にある同名のコムーネとは関係がない。
ヤマ・ソービニオン

1990年に山梨大学が作出した黒品種。品種登録番号第2457号。日本ではヨーロッパ系ワイン専用品種の栽培が容易ではない。日本の気候風土への適応と病害虫への耐性の付加を目的として、母系品種を日本の在来種であるヤマブドウVitis coignetiaeとし、父系品種はカベルネ・ソーヴィニヨン(Cabernet Sauvignon)を交雑し、実生選抜し作出された。なお、ヤマ・ソーヴィニヨンの日本語表記は誤り。
ルビー・カベルネ (Ruby Cabernet)
黒葡萄の1品種で、カリニャンとカベルネ・ソーヴィニヨンの交配種である。オーストラリアではもっぱら内陸部の暑い土地で栽培される。ワインは色が濃いのでブレンドに用いられ、単一種の商品は見られない。
レフォスコ(Refosco)
アドリア海北側沿岸地域を中心に栽培されている一連のブドウ品種の総称である。そのほとんどが黒ブドウであるが、レフォスコ・ビアンコ (Refosco Bianco) という名称の白ブドウ品種も存在する。レフォスコ系列種とされているブドウは複数あるが、必ずしも互いに類縁関係にあるわけではなく、DNA型鑑定の結果タッツェレンゲなど他品種の別名であった「レフォスコ」も存在する。世界のワイン市場でもっとも有名なレフォスコはレフォスコ・ダル・ペドゥンコロ・ロッソ (Refosco dal Peduncolo Rosso) であり、レフォスコ・ディストリア (Refosco d'Istria) はレフォシュク (Refošk) やテラン (Teran) 、カニーナ (Cagnina) などの現地名をもつ。

## 白品種

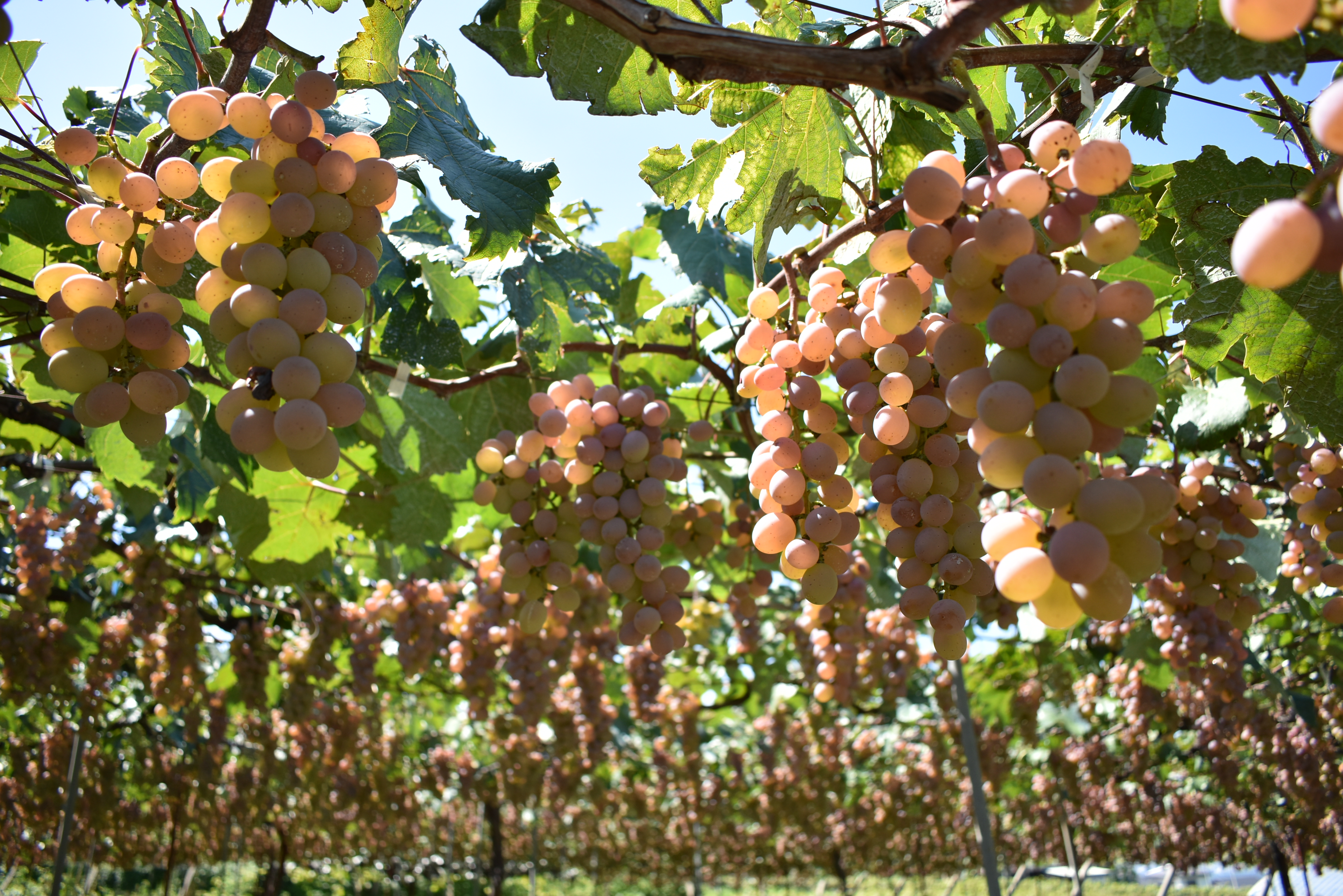
甲州

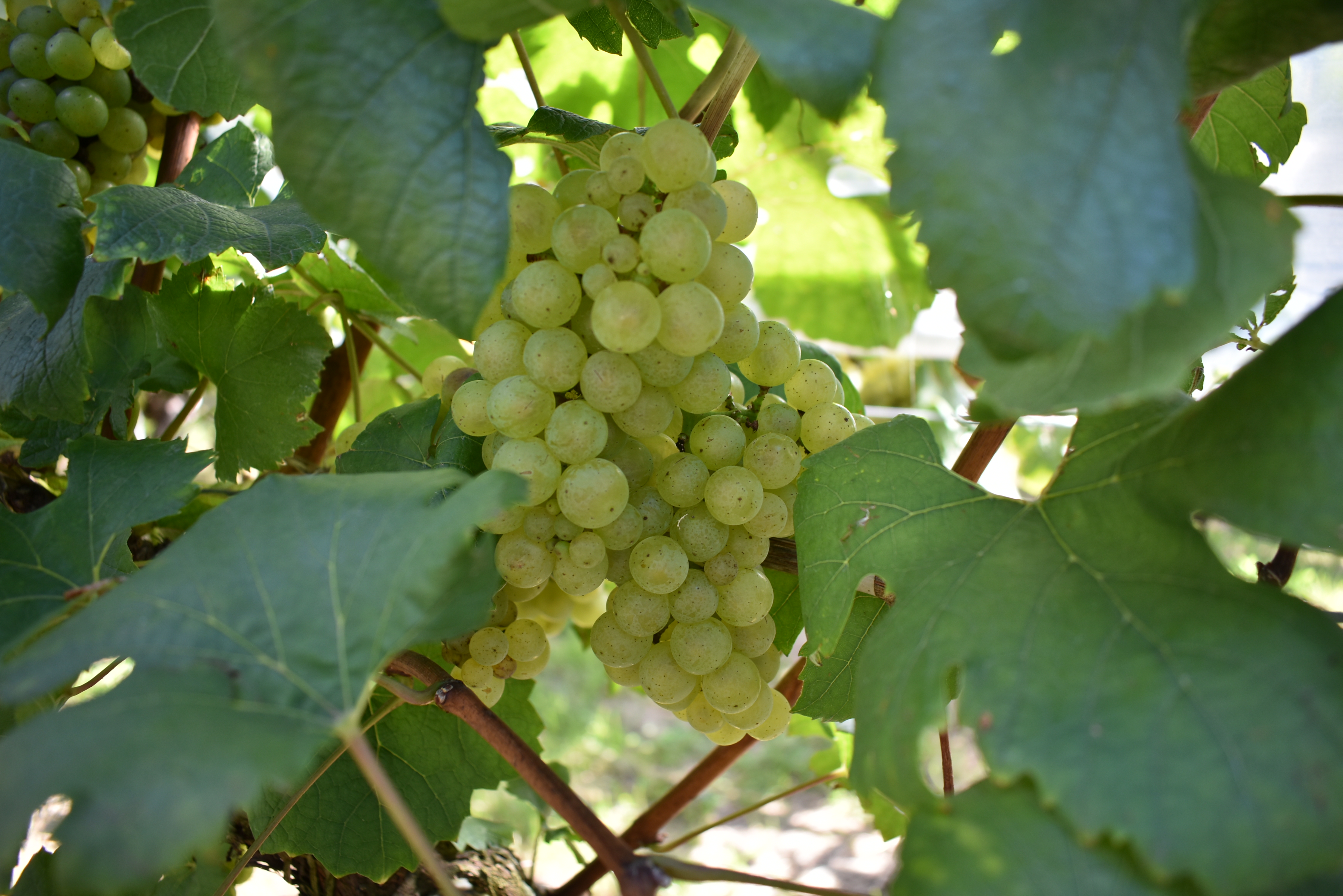
シャルドネ

アルネイス (Arneis)
イタリア北西部ピエモンテ州を中心に栽培されている白ブドウ品種である。黒ブドウのネッビオーロと混植・混醸されていた歴史がある。20世紀半ばに消滅しかけたが、1980年代以降に人気を回復した。白い花や洋梨のアロマをもち、辛口の白ワインだけでなく甘口のパッシートにも用いられる。
アルバリーニョ
主にイベリア半島で栽培されている白ブドウ品種。原産地はスペイン・ガリシア地方。
ヴィオニエ(Viognier)
主にフランス・ローヌ地方で栽培される、強い芳香が特徴の葡萄品種である。主としてフランスのローヌで、コンドリューやシャトー・グリエといった非常に小さな地区で使われる。比較的栽培量の少ない品種ではあるが、近年アメリカやオーストラリアなどでの生産が増えている。酸味が少ないため醸造は難しい方である。シラーズにわずかにブレンドされることもある。
ヴェルディッキオ (Verdicchio)
イタリア中部マルケ州を中心にイタリア各地で栽培される白ブドウ品種である。トレッビアーノ・ディ・ソアーヴェやトレッビアーノ・ヴェルデ、ペヴェレッラなど、別名が多数存在する。スティルワイン以外にも、スパークリングワインやストローワインの製造に使用されている。ブラジルでもわずかに栽培されている。
ヴェルメンティーノ (Vermentino)
サルデーニャ島、コルシカ島、イタリア北西部およびフランス南部を中心に栽培される白ブドウ品種である。ピガートやファヴォリタ、ロールやヴェルマンチヌなど、別名や他品種との混同が多数ある。米国やオーストラリアなどニューワールドでも栽培されている。
グレコ (Greco)
イタリアで栽培されている一連のワイン用ブドウ品種の呼称であり、白ブドウ品種と黒ブドウ品種の両方に用いられるが、グレコといえば通常は白品種のほうを指す。ギリシャが起源ではないかといわれている。カンパーニャ州を中心に栽培されグレコ・ディ・トゥーフォ DOCGに用いられるグレコ種と、カラブリア州を中心に栽培されるグレコ・ビアンコ種とは、通常区別して扱われる。
ゲヴュルツトラミネール (Gewürztraminer)
白ワイン用の品種で、果皮の色の濃さと強い芳香が特徴である。主にフランスのアルザスにて栽培され、フランスでは唯一ドイツ語由来の名称の認められた品種となっている。ゲヴュルツはスパイスの意味。トラミネールはイタリア南チロル地方の町の名前に由来すると言われる。果皮の色に由来する色の濃い白ワインが造られ、バラ(の花びら)、ライチやラベンダーに喩えられる独特の強い香りが非常に有名である。
ケルナー (Kerner)
トロリンガー(Trollinger)とリースリングによる交配種で、1969年にドイツのヴュルテンベルクで生み出された。リースリングほど洗練されてはいないものの概ね良質の白ワインを生み、日本でも寒冷地で栽培される。
コロンバール(Colombard)
白ワイン用葡萄の一種で、北米では「フレンチ・コロンバール」の名の方がよく知られている。
北カリフォルニアのワイン生産者の間では、旧来のワイン用葡萄は甘口と辛口の特性を併せ持ったフルーティなワインとして醸造されていた。しかしコロンバールはその自然な酸味から、廉価なテーブルワイン用の白の骨格となすべく主にカリフォルニアで生産されている。フランスでは伝統的にシャラント(Charente)とガスコーニュ(Gascogne)で生産されており、前者ではコニャック、後者ではアルマニャックとして醸造されている。今日でも一部のボルドーAOCでは白ワインのブレンド用に使われているほか、ガスコーニュでもヴァン・ド・ペイ(地方ワイン)に使われている。南アフリカでも広く生産されているほか、オーストラリアでも少量が造られている。
甲州（こうしゅう）

日本固有の葡萄品種で、中国原産の「竜眼」（龍眼 ロンガン）の変種とされていたがDNA鑑定により否定されており、現在も由来については不明な点が多いがヴィニフェラ７５％中国ヤマブドウ１５％の交雑種とされたことがあたらしい。生食用としても流通しているが今日ではあまり人気は無く市場で生食用として見かけることは生産地域でもその機会は減っている。醸造者の調達経費が欧州系ブドウと比べ安いが、この事から生産農家は高齢化と相まって減少している。ワイン醸造に適した強い酸味を持つが晩熟品種で糖度が上がりきる前に温かい地域では先に酸が落ちてしまう。また、多くの生産農家が古くからの農家でウィルス感染による糖度の低いブドウが出来上がることもしばしば。日本で栽培されるワイン用葡萄としては山梨において特に栽培が盛んな品種である。欧州系ブドウ品種と比較して約100円程2020年現在では安いが、今日では「糖度買い」と呼ばれる買い付けもあり一概にすべてが欧州系より安いという訳ではない。
有名な所では中央葡萄酒等を始めとして欧州式の垣根での栽培もおこなわれているが樹勢が強く管理の難易度は高い。
サルタナ(Sultana)
種無しで、ワインの他、レーズン、生食、蒸留酒にも利用される多用途の白葡萄の品種である。カリフォルニアではトンプソン・シードレス(Thompson Seedless)と呼ばれる。この品種は2年目の枝(ケーン(cane))の根元に近い芽から芽吹いた枝葉(シュート(shoot))に実が付きにくいので、ケーンを長く保つように剪定される。ワインはフレッシュで品種の個性に乏しい(ニュートラル)ため、主に安ワインのブレンド用である。
シャルドネ (Chardonnay)

世界的に最も名の知られた白ワイン用の品種の一つである。元々は、フランスのブルゴーニュやシャンパーニュ地方に代表されるように、涼しい気候で栽培されていたが、多様な気候の下で実が熟するため、現在は世界中の広範囲な地域で栽培されている。一般には単品種ワインが多いが、オーストラリアではセミヨンとよくブレンドされる。樽での醗酵や熟成によりオーク香が付加されることが多い。シャンパンのように発泡ワインでの使用も多い。シャルドネ単品種のワインとしては、フランスのシャブリ(Chablis) が最も有名である。
シュナン・ブラン(Chenin Blanc)
主にフランスのロワール地方で栽培される白ワイン用品種である。貴腐化する事でも知られる。この品種からはテーブルワイン、スパークリングワイン、甘口ワイン等色々なスタイルのワインが生産される。南アフリカでは重要な品種。
セミヨン (Sémillon)
ボルドー起源の白ワイン用品種で、他の品種とよくブレンドされる。果皮が薄く貴腐が起こり易い。オーストラリアではシャルドネの次に多く栽培され、ハンター・ヴァレー産のワインが有名。
ソーヴィニヨン・ブラン (Sauvignon Blanc)
白ワイン用では作地面積第三位のメジャー品種で、主にフランスのボルドーやロワール地方で栽培されている。近年香り(アロマ)の強いニュージーランド(主にマールボロ(Marlborough)地区)産のものが世界的に有名になった。このワインのアロマを専門家は「青草のよう」や「ハーブのよう」などと形容し、時には「雄猫のよう」「猫のおしっこ」などの表現がなされる。ピーマンのようなアロマはメトキシピラジン(Methoxypyrazine)に由来する。カリフォルニア産のワインはオークが用いられるためアロマとフレーバーがより複雑でフュメ・ブラン(Fume Blanc)と呼ばれる。実の色の異なる「ソーヴィニヨン・ヴェール」(Sauvignon Vert)やソーヴィニヨン・グリ(Sauvignon Gris)などが知られている。
ドルペッジョ (Drupeggio)
カナイオーロ・ビアンコ (Canaiolo bianco) の別名でも知られるブドウ品種で、主にイタリア中部で栽培されている。黒ブドウ品種であるカナイオーロ・ネロの色素変異体ではない。ウンブリア州のオルヴィエート DOCをはじめとして、白ワインのブレンド用品種とされることが多いが、トスカーナ州のカルミニャーノ DOCGのように赤ワインにブレンドされる例もある。
トレッビアーノ (Trebbiano)
白ワインに使われる葡萄品種で、イタリアではソアーヴェ(Soave)やオルヴィエート(Orvieto)といった白ワインが造られる他、赤ワインにも配合される。「ユニ・ブラン」(Ugni Blanc)の名でも知られ、フランスではコニャック(Cognac)やアルマニャック(Armagnac)といったブランデーの原料ワインが生産されている。葡萄の房の先が二股になるので他の品種と区別しやすい。
ノジオーラ (Nosiola)
イタリア北東部のトレンティーノ＝アルト・アディジェ州を中心に栽培されている白ワイン用ブドウ品種である。辛口のブレンドワインやセパージュワインのほか、ヴィーノ・サントと呼ばれるヴィン・サント方式のデザートワインにも用いられる。
ピノ・グリ(Pinot Gris)
ブルゴーニュ原産の白ワイン用品種で、ヨーロッパブドウ（ヴィニフェラ種 Vitis Vinifera）の一種である。青灰色のブドウのピノ・ノワールの枝変わり種と考えられていて、灰色ぶどう（藤色やピンクなどのぶどう）など、同じ樹に異なった色の果実がなることがある。フランスではアルザス地方で多く生産される。イタリアでは「ピノ・グリージョ」 (Pinot Grigio)、ドイツでは「グラウブルグンダー」（Grauburgunder）又は「ルーレンダー」(Ruländer)の名がある。地域によっては、シャルドネを超えるシェアをほこり、世界各地に拡がりつつある。強すぎず軽めの味わいで比較的いろいろな料理に合わせやすく、海外では地中海料理や日本食などの料理と一緒に料理の旨味を引き出すワインとして食事と一緒に楽しまれている。
ピノ・ブラン(Pinot Blanc)
ブルゴーニュ原産の白葡萄品種で、原産地を代表する黒葡萄ピノ・ノワールの変異種の一つである。主に白ワインに使われるが、ブルゴーニュの赤ワインにも配合される。穏やかな香りが特徴で、フランスではアルザス地方で多く生産される。この他、ドイツや北イタリアで栽培され、ドイツでは「ヴァイサーブルグンダー」(Weißerburgunder)、イタリアでは「ピノ・ビアンコ」(Pinot Bianco)の名がある。
フィアーノ (Fiano)
おもにイタリア南部で栽培されている白ブドウ品種である。収量が少なく一度栽培が途絶えかけたが、20世紀後半にカンパーニャ州の地元生産者の努力で復活し、近代的醸造技術の導入によって品質も向上した。オーストラリアでも生産が増加している。蜂蜜やスパイスなどの強いアロマをもち、長期熟成にも適する。
ボンビーノ・ビアンコ (Bombino bianco)
イタリアのアドリア海沿岸諸州、特にプーリア州で栽培が盛んな白ブドウ品種である。収量は高く、ワインの個性は薄くなる傾向がある。エミリア＝ロマーニャ州ではパガデビット (Pagadebit) 、ラツィオ州ではオットネーゼ (Ottonese) などの現地名で呼ばれることが多い。
マルヴァジーア (Malvasia、Malvaziaとも)
主に地中海地域やマデイラ島などで広く栽培されているブドウ品種の系統・総称である。多くの亜種が存在し、地域によって主流となる品種は異なる。例えば白ワイン用のマルヴァジーア・ビアンカ (Malvasia bianca) やマルヴァジーア・ディ・カンディア (Malvasia di Candia) 、甘口デザートワイン用のマルヴァジーア・デッレ・リーパリ (Malvasia delle Lipari) 、赤ワイン用黒ブドウ品種のマルヴァジーア・ネーラ (Malvasia nera) 、甘口酒精強化ワインのマデイラ「マルムジー (Malmsey) 」用のマルヴァジア・カンディダ (Malvasia Candida) などがある。別名が多数あり、ブドウだけでなくワインについても名称に関連した混乱が多い。とくにマルムジーという名称にかんしては歴史的経緯が複雑なため、注意が必要である。
ミュラー・トゥルガウ (Müller-Thurgau)
19世紀末のスイスのトゥールガウ州で生まれ、ドイツのヘルマン・ミュラー博士によって育種、開発された品種で、収量は多いが酸味には比較的乏しい。リースリングとシルヴァーナー(Silvaner, Sylvaner) の交配から生まれたと伝えられるが、これを否定するDNA解析結果も報告されており、それによるとシルヴァーナーではなく、ドイツで「グーテーデル」(Gutedel)と呼ばれる「シャスラ」(Chasselas)種であった可能性が高いという。生誕の地よりもむしろ、より比較的新しい産地で結果を残している品種である。日本でも北海道や山形、山梨などで栽培される。
ムロン・ド・ブルゴーニュ (Melon de Bourgogne)
フランスのロワール川沿いの地域で栽培される白ワイン用の品種で、1709年の寒波でこの地域のブドウが全滅したことから、耐寒性が高いブルゴーニュ原産のこの品種が導入されたとされる。他の地域では殆ど栽培されず、イギリスの女性ワイン評論家のジャンシス・ロビンソンはこの品種について、「その主な特性は、殆ど特性が無いことであると言える」とも書いている。この品種から造られることで知られる「ミュスカデ」(Muscadet)と呼ばれるワインは、軽くて爽やかなのが身上であり、品種特性を補うべく「シュル・ル・リー」と呼ばれる特別な手法が用いられることも多く、これに由来する微炭酸の残るものもある。その香りは「パンのイースト香」などに例えられる。この品種自体も「ミュスカデ」と呼ばれるが、アルザス地方の「ミュスカ」種とは別種である。
モスカート(Moscato)
イタリア産マスカットで、主にピエモンテ州で作られている白ぶどうである。スパークリングワインのアスティ・スプマンテとモスカート・ディ・ピエモンテはともに強いマスカット香と快い甘みを持ったワインで、DOCGワインに指定されている。フランスではミュスカ(Muscat)とよばれ、南仏の甘口ワイン、VDN（ヴァン・ドゥー・ナチュレル）に用いられる一方、アルザスでは辛口で仕立てられることが多い。
リースリング (Riesling)
最も有名な白ワイン用の品種の一つで、ドイツやアルザスでは重要な品種である。この品種とは無縁の、より品質の劣ったリースリングと名の付く葡萄と区別するために、時に「ライン・リースリング」(Rhine Riesling)、「ホワイト・リースリング」(White Riesling)とも呼ばれる。品種独特の強い果実香と酸味が特徴である。漿果は小粒で晩熟性が強い。一般に冷涼な気候に適すると考えられるが、興味深いことに、豪州ではそれほど涼しい地域とは言えないクレア・ヴァレー(Clare Valley)産のものが評価が高い。
リースリング・リオン (Riesling Lion)
リースリング・フォルテ (Riesling Forte)
共にサントリーが生み出した品種で、「リースリング」と「甲州三尺」の交配種。交配し始めたのは1962年からで、「リースリング・リオン」は1975年に、「リースリング・フォルテ」は1983年に品種登録された。
リボッラ・ジャッラ (Ribolla Gialla)
主にイタリアのフリウリ＝ヴェネツィア・ジュリア州およびスロベニア西部で栽培されている白ワイン用ブドウ品種である。19世紀以降1990年代まで栽培は減少の一方だったが、21世紀を迎えてから人気が復活した。ロザッツォ DOCGのワインに使用されることがあるほか、フリウリ・コッリ・オリエンターリ DOCやコッリオ・ゴリツィアーノ DOCなどにおいても重要な品種となっている。